# Nepomuceno
Nepomuceno är en ort i Brasilien.   Den ligger i kommunen Nepomuceno och delstaten Minas Gerais, i den sydöstra delen av landet, 700 km söder om huvudstaden Brasília. Nepomuceno ligger 908 meter över havet och antalet invånare är 18 911.
Terrängen runt Nepomuceno är platt åt sydväst, men åt nordost är den kuperad. Det finns inga andra samhällen i närheten.
Omgivningarna runt Nepomuceno är huvudsakligen savann. Runt Nepomuceno är det ganska tätbefolkat, med 129 invånare per kvadratkilometer.